# Shery
Shery (sinh ngày 18 tháng 8 năm 1985) là một ca sĩ nhạc pop Latin và nhạc sĩ người Latin Guatemala . Cô đã thu âm các bài hát bằng tiếng Tây Ban Nha và Ý, và chia sẻ sân khấu với những siêu sao quốc tế như Chayanne, Cristian Castro, Manuel Mijares, Miguel Bosé, Enrique Iglesias, Vikki Carr và Aleks Syntek. Hai trong số các tác phẩm gốc của cô (cụ thể là "El amor es un fantasma" và "En la vida y para siempre") đã lọt vào chung kết trong Cuộc thi viết bài hát John Lennon, ở thành phố New York.
"El amor es un fantasma" ("Love is a Ghost"), album đầu tiên của cô, được phát hành vào tháng 1 năm 2008 sau hai năm rưỡi sản xuất. Đĩa CD được đặt tên theo bài hát đầu tiên từng được viết bởi nghệ sĩ, được ra mắt trên đài phát thanh với 26 tuần liên tiếp trong Top 40 trong bản nhạc Guatemala của cô vào năm 2005.
Album có 11 bài hát gốc được viết bởi Shery, một bài hát được viết bởi nhạc sĩ huyền thoại người Tây Ban Nha José Luis Perales, cũng như song ca với nhà sản xuất / nhạc sĩ người Ý Francesco Sondelli, ca sĩ Guatemala Jorge "El Bardo" và một ca sĩ khác của ca sĩ người Cuba gốc Cuba Daniel René, cựu thành viên của ban nhạc Pop Latin Menudo / MDO. Album bao gồm một ca khúc được pha trộn bởi Eddie Kramer, người đã sản xuất cho Led Zeppelin, Jimi Hendrix, Kiss, The Rolling Stones, Joe Cocker và David Bowie.
Năm 2011, cô phát hành "Uno solo en este juego", một bài hát pop / rock có đặc điểm el Bardo. Video chính thức, có một chiếc xe đua thực sự và hiệu ứng hoạt hình 3D, được đạo diễn bởi Jimmy Lemus và Leonel Álvarez.

## Video
- 2011: Me converti en roca
- 2011: Uno solo en este juego
- 2006: Libre

## Số lần truy cập quốc gia vô tuyến số 1 (Guatemala)
- 2011: Uno solo en este juego
- 2008: En la vida y para siempre
- 2007: El Amor (song ca với Daniel René)
- 2006: Me converti en roca
- 2006: Todo se termina aqui
- 2005: El amor es un fantasma

## Danh sách

### Đơn
- 2011: Me converti en roca
  - Me converti en roca (nhạc điện tử)
  - Me converti en roca (ban nhạc)
  - Me converti en roca (bản ballad)
  - Me converti en roca (nhạc cụ / karaoke)
  - El sol esperara
- 2011: Uno solo en este juego
  - Uno solo en este juego (feat. el Bardo)
  - Uno solo en este juego (phiên bản solo)
  - Uno solo en este juego (Hỗn hợp nửa đêm Rafa)
  - Uno solo en este juego (INhạc cụ / hát theo ca khúc)
- 2008: En la vida y para siempre
  - En la vida y para siempre (cắt radio)
  - En la vida y para siempre (Phiên bản Album)
- 2007: El amor
  - El amor (song ca với Daniel René)
  - Todo se termina aqui
- 2006: Me converti en roca
  - Me converti en roca
  - Me converti en roca (phiên bản mở rộng)
- 2005: El amor es un fantasma (đơn/sencillo)
  - El amor es un fantasma
  - Libre

### Album
- 2008: El amor es un fantasma
  - En la vida y para siempre
  - Nos desgarramos el alma
  - Muerteamor
  - Cuatro paredes
  - El amor (song ca với Daniel René)
  - Uno solo en este juego (song ca với "El Bardo")
  - Me convertí en roca
  - El amor es un fantasma
  - Continuamente (song ca với Francesco Sondelli)
  - Libre
  - Mis lágrimas
  - Todo se termina aquí
  - El suspiro se me va (feat. Francesco Sondelli)